# Seelandium
| ❮ | System          | Serie    | Stufe      | ≈ Alter (mya) |
| ❮ | später          | später   | später     | jünger        |
| - | --------------- | -------- | ---------- | ------------- |
| ❮ | P a l ä o g e n | Oligozän | Chattium   | 23,03 ⬍ 28,1  |
| ❮ | P a l ä o g e n | Oligozän | Rupelium   | 28,1 ⬍ 33,9   |
| ❮ | P a l ä o g e n | Eozän    | Priabonium | 33,9 ⬍ 38     |
| ❮ | P a l ä o g e n | Eozän    | Bartonium  | 38 ⬍ 41,3     |
| ❮ | P a l ä o g e n | Eozän    | Lutetium   | 41,3 ⬍ 47,8   |
| ❮ | P a l ä o g e n | Eozän    | Ypresium   | 47,8 ⬍ 56     |
| ❮ | P a l ä o g e n | Paläozän | Thanetium  | 56 ⬍ 59,2     |
| ❮ | P a l ä o g e n | Paläozän | Seelandium | 59,2 ⬍ 61,6   |
| ❮ | P a l ä o g e n | Paläozän | Danium     | 61,6 ⬍ 66     |
| ❮ | früher          | früher   | früher     | älter         |

Das Seelandium (auch verkürzt zu Seeland oder Seeland-Stufe, weniger geläufig auch Selandium, engl. Selandian) ist in der Erdgeschichte die mittlere chronostratigraphische Stufe des Paläozäns. Es wird deshalb mit dem Mittleren Paläozän gleichgesetzt. Die Stufe entspricht in absoluten Zahlen (geochronologisch) in etwa dem Zeitraum von 61,6 bis 59,2 Millionen Jahren. Das Seelandium folgt auf das Danium und wird vom Thanetium abgelöst.

## Namensgebung und Geschichte
Das Seelandium ist nach der dänischen Insel Seeland benannt, wo Ablagerungen dieser Stufe großflächig an die Erdoberfläche kommen. Die Stufe wurde 1924 von Alfred Rosenkrantz vorgeschlagen.

## Definition und GSSP
Die Grenzen sind ebenfalls noch nicht abschließend festgelegt worden. Das Ende wird vorläufig mit der Basis der Magnetischen Polarität-Chronozone C26n definiert. Der Beginn liegt innerhalb der kurzen Magnetischen Polarität-Chronozone C27r. Er wird voraussichtlich an der Grenze der Foraminiferen-Zone P2/P3a oder P3a/P3b liegen. Ein offizielles Typprofil (Global Stratotype Section and Point) ist aber von der Internationalen Kommission für Stratigraphie (International Commission of Stratigraphy = ICS) noch nicht festgelegt worden.